# St. Louis Film Critics Association Awards 2007
4. ročník předávání cen asociace St. Louis Film Critics Association se konal dne 24. prosince 2007.

## Vítězové a nominovaní

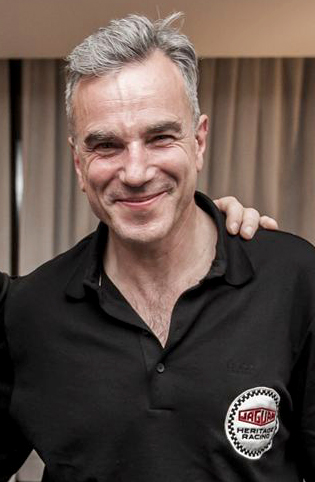
Daniel Day-Lewis, vítěz v kategorii nejlepší mužský herecký výkon v hlavní roli

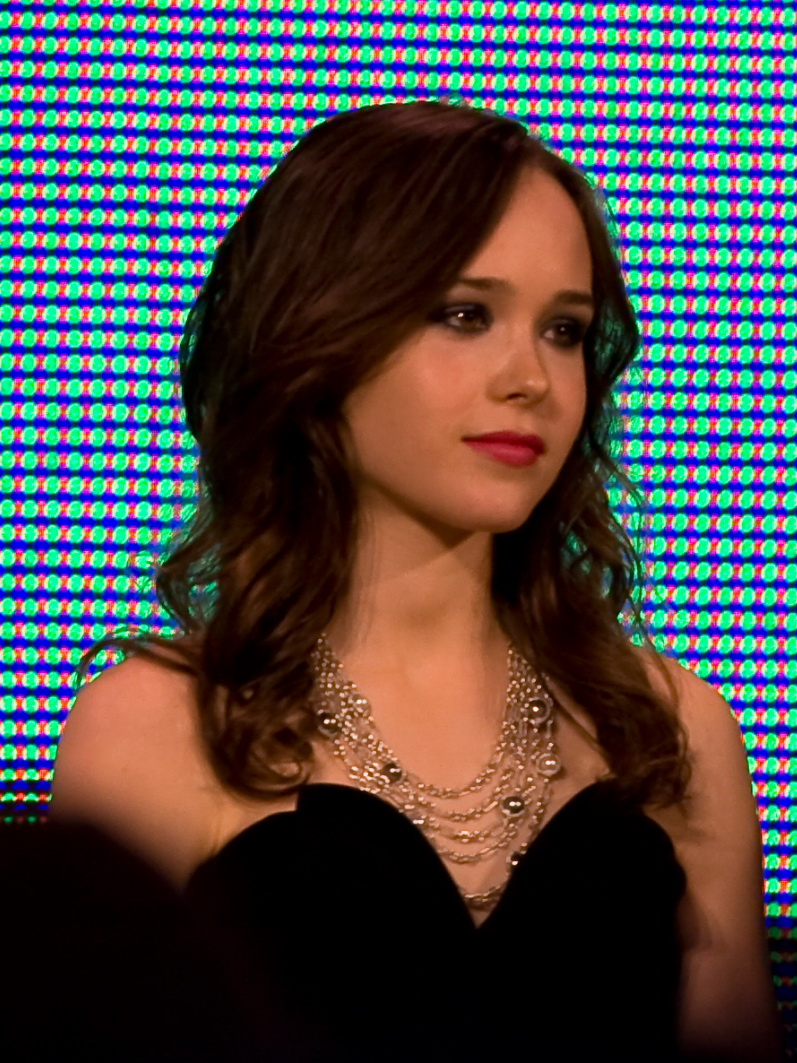
Ellen Page, vítězka v kategorii nejlepší ženský herecký výkon v hlavní roli

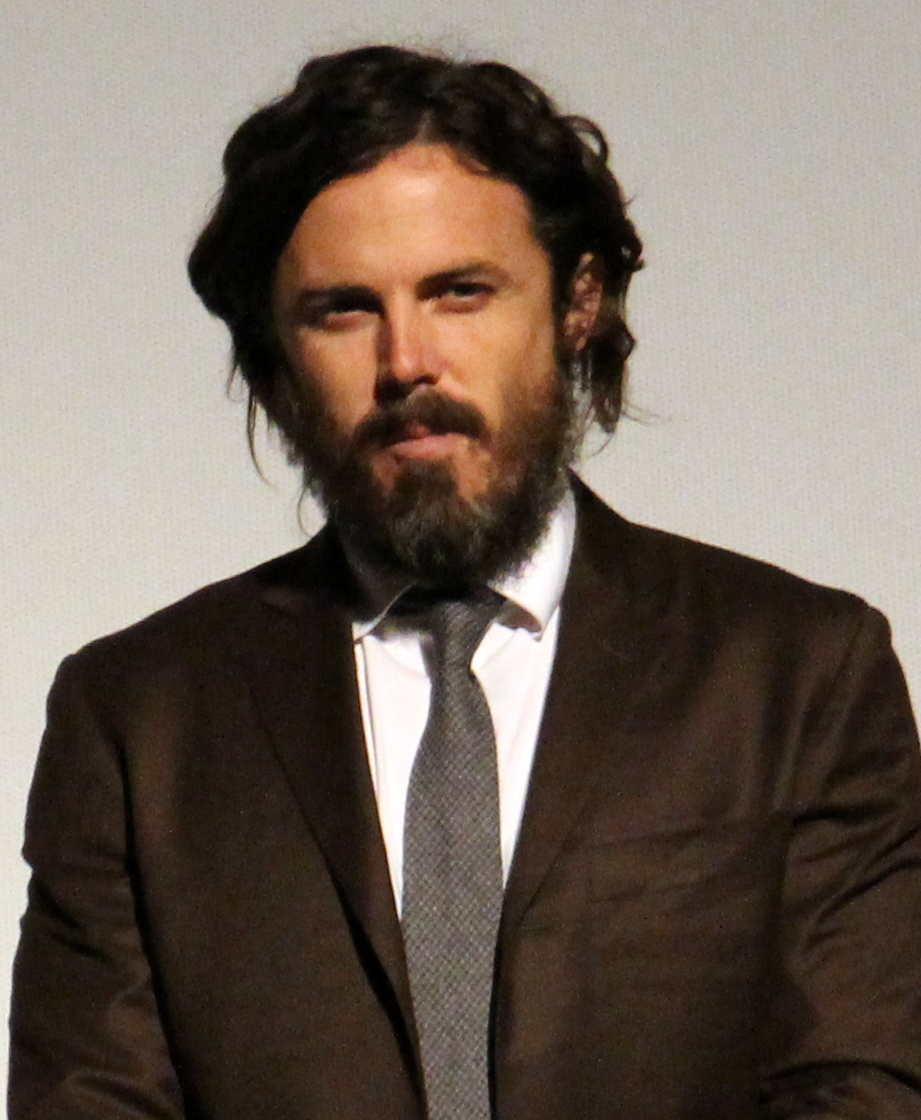
Casey Affleck, vítěz v kategorii nejlepší mužský herecký výkon ve vedlejší roli

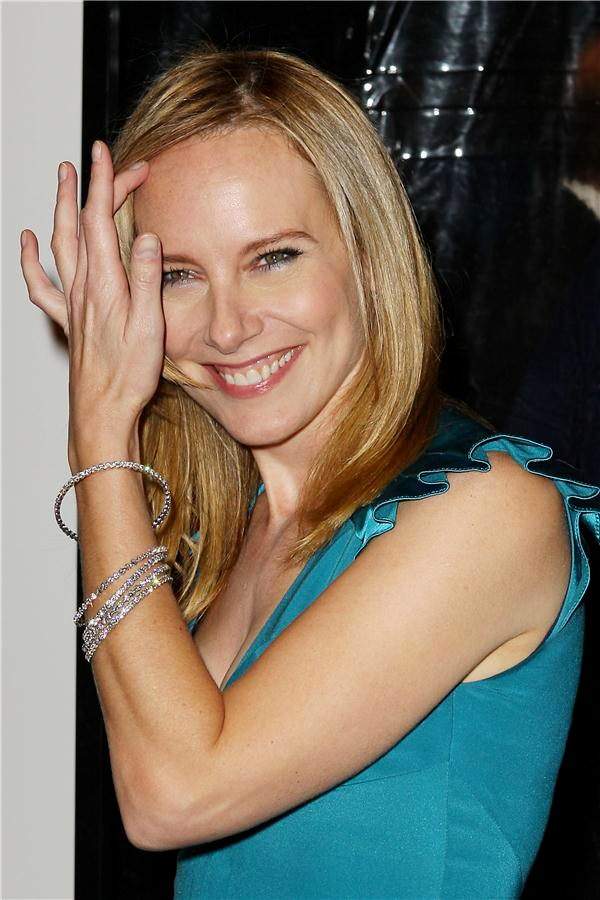
Amy Ryan, vítězka v kategorii nejlepší ženský herecký výkon ve vedlejší roli

### Nejlepší film
Tahle země není pro starý
- Juno
- Sweeney Todd: Ďábelský holič z Fleet Street
- Útěk do divočiny
- Až na krev
- Michael Clayton
- Zabití Jesseho Jamese zbabělcem Robertem Fordem
- Skafandr a motýl
- Pokání
- Michael Clayton
- Lovec draků

### Nejlepší film – muzikál nebo komedie
Juno
- Zbouchnutá
- Lars a jeho vážná známost
- Simpsonovi ve filmu
- Superbad
- Servírka
- Neuvěřitelný život rockera Coxe

### Nejlepší cizojazyčný film
Skafandr a motýl – Francie/Spojené státy americké
- Mutant – Jižní Korea
- Lovec draků – Afghánistán/Spojené státy americké
- Touha, opatrnost – Čína
- Edith Piaf – Francie
- Persepolis – Francie

### Nejlepší režie
Ethan Coen a Joel Coen – Tahle země není pro starý
- Paul Thomas Anderson – Až na krev
- Tim Burton – Sweeney Todd: Ďábelský holič z Fleet Street
- Mike Nichols – Soukromá válka pana Wilsona
- Julian Schnabel – Skafandr a motýl
- Sean Penn – Útěk do divočiny

### Nejlepší scénář
Diablo Cody – Juno
- Christopher Hampton a Ian McEwan – Pokání
- Ethan Coen a Joel Coen – Tahle země není pro starý
- Nancy Oliver – Lars a jeho vážná známost
- Tony Gilroy – Michael Clayton
- Sean Penn a Jon Krakauer – Útěk do divočiny
- Vincent Paronnaud a Marjane Satrapi – Persepolis

### Nejlepší herec v hlavní roli
Daniel Day-Lewis – Až na krev
- George Clooney – Michael Clayton
- Don Cheadle – Z vězení do éteru
- Ryan Gosling – Lars a jeho vážná známost
- Tommy Lee Jones – V údolí Elah
- Viggo Mortensen – Východní přísliby

### Nejlepší herečka v hlavní roli
Ellen Page – Juno
- Julie Christie – Daleko od ní
- Cate Blanchett – Královna Alžběta: Zlatý věk
- Marion Cotillard – Edith Piaf
- Jodie Foster – Mé druhé já
- Laura Linneyová – Divoši

### Nejlepší herec ve vedlejší roli
Casey Affleck – Zabití Jesseho Jamese zbabělcem Robertem Fordem
- Michael Sheen – Music Within
- Javier Bardem – Tahle země není pro starý
- Josh Brolin – Tahle země není pro starý
- Tommy Lee Jones – Tahle země není pro starý
- Philip Seymour Hoffman – Soukromá válka pana Wilsona
- Tom Wilkinson – Michael Clayton

### Nejlepší herečka ve vedlejší roli
Amy Ryan – Gone, Baby, Gone
- Cate Blanchettová – Beze mě: Šest tváří Boba Dylana
- Katherine Heiglová – Zbouchnutá
- Tilda Swintonová – Michael Clayton
- Taraji P. Henson – Z vězení do éteru
- Saoirse Ronan – Pokání

### Nejlepší animovaný nebo dětský film
Ratatouille
- Most do země Terabithia
- Kouzelná romance
- Zlatý kompas
- Persepolis
- Simpsonovi ve filmu

### Nejlepší kamera
Roger Deakins – Zabití Jesseho Jamese zbabělcem Robertem Fordem
- Roger Deakins – Tahle země není pro starý
- Seamus McGarvey – Pokání
- Janusz Kamiński – Skafandr a motýl
- Eric Gautier – Útěk do divočiny
- Roberto Schaefer – Lovec draků
- Robert Elswit – Až na krev

### Nejlepší skladatel
Stephen Sondheim – Sweeney Todd: Ďábelský holič z Fleet Street
- Dario Marianelli – Pokání
- Jonny Greenwood – Až na krev
- Nick Cave a Warren Ellis – Zabití Jesseho Jamese zbabělcem Robertem Fordem
- Mateo Messina – Juno
- Christopher Gunning – Edith Piaf
- Glen Hansard a Markéta Irglová – Once

### Nejlepší vizuální/speciální efekty
300: Bitva u Thermopyl
- Zlatý kompas
- Harry Potter a Fénixův řád
- Já, legenda
- Hvězdný prach
- Sweeney Todd: Ďábelský holič z Fleet Street

### Nejlepší dokument
Sicko
- Ve stínu Měsíce
- The King of Kong
- Manufactured Landscapes
- Konec v nedohlednu

### Nejoriginálnější, inovativní film
Beze mě: Šest tváří Boba Dylana
- Across the Universe
- Skafandr a motýl
- Velké ticho
- Juno
- Persepolis

### Nejhorší film roku
Bratři Solomonovi